# معركة سييرا غوادالوبي
معركة سييرا غوادالوبي هي مجموعة من العمليات الحربية جرت في منطقة غوادالوبي وترجالة ونافالمورال دي لا ماتا التي وقعت في النصف الثاني من أغسطس 1936، وهي خطوة للجيش الأفريقي قبل وصوله وادي تاجة.

## الخلفية
في صيف 1936 انتقل حوالي 10,000 جندي من القوات النظامية المتمردة للجيش الأفريقي في جسر جوي ألماني وإيطالي إلى جنوب إسبانيا للتغلب على حصار مضيق جبل طارق. ثم أمر فرانكو بالتوجه شمالًا للارتباط بقوات الجنرال مولا. فاتجه المتمردون بكتيبة آلية بقيادة العقيد أسينسيو والقائد كاستيخون، وتوقفوا لقصف المدن الحدودية والاستيلاء عليها. وفي 10 أغسطس وصل المقدم ياغوي لتولي القيادة بالقرب من ماردة، حيث قام المتمردين بتأمين 300 كيلومتر من الحدود مع البرتغال. فسقطت ماردة بعد معركة شرسة على ضفاف نهر يانة، تاركة بطليوس المجاورة معزولة وباعتبارها آخر موقع للجمهورية على الحدود. أشرف فرانسيسكو فرانكو نفسه شخصيًا على العمليات العسكرية في ماردة، وعند الغسق في ذلك اليوم استقبل ياغوي في مكتبه لمناقشة الاستيلاء على بطليوس والأهداف العسكرية الجديدة. أراد فرانكو الاستيلاء على المدينة من أجل تعزيز توحيد المنطقتين من الأراضي المتمردة، وبالتالي تطهير الجناح الأيسر من تقدمه، بينما كان يغطي الحدود البرتغالية. كان هذا القرار خطأ استراتيجيًا، لأن التأخير الناجم عن الهجوم على بطليوس في التقدم نحو مدريد سمح للحكومة الجمهورية بتنظيم دفاعاتها.
سار ياغوي نحو بطليوس ومعه 2,250 من المغاربة الفيلقيين و 750 النظاميين وخمس بطاريات مدافع، تاركًا ورائه القائد تيلا لمسك ماردة. وفي داخل المدينة القديمة المحصنة، حيث هدم العديد من أجزاء الجدار القديم قبل بضع سنوات، ولا يزال أجزاء من السور متماسكا. قاد العقيد بويجديندولاس حوالي 6000 من رجال الميليشيات الجمهوريين (على الرغم من أن المصادر الأخرى خفضت العدد إلى 2000 أو 4000 جندي). عندما اقترب الجيش المتمرد، حاولت مجموعة من الحرس المدني الفرار إلى جانب المتمردين. ولكن تمكن بويجديندولاس من سحق التمرد، لكن هذا العمل قوض ثقة رجاله.

## المعركة

خريطة العمليات بين أغسطس وسبتمبر سنة 1936.

كما يتضح من الصورة، كان الاستيلاء على بطليوس أمرًا حيويًا للمتمردين، حيث تواصلت مجموعة جيش الجنوب مع المنطقة الشمالية التي سيطر عليها الجنرال مولا. باللون الأحمر يمكنك رؤية منطقة سيطرة حكومة الجمهورية، وباللون الأزرق هي منطقة سيطرة المتمردين وبالأخضر تقدم هذه المناطق في هذه الفترة.
تعرضت بطليوس للقصف المستمر لمدة ثلاثة أيام من قبل المدفعية والطيران التابع للمتمردين قبل الهجوم البري. وامتلئت المدينة باللاجئين من المقاطعة وكان الجو فيها مصيريًا. وشن المتمرّدين هجومهم بعد ظهر يوم 14 أغسطس. فاقتحمت وحدة من الفيلق بوابة ترينيداد وهم يهتفون ويصرخون. ولكن أوقفتهم المقاومة بالمدافع الرشاشة والرماة الجمهوريون، فسحقوا الموجة الأولى من قوات المتمردين. ولكن واصل الفيلق التقدم متجاهلا الخسائر. تمكنت مجموعة تقودها السيارات المصفحة من السيطرة على البوابة وتغلبوا على المدافعين، ووصلت الأمور إلى معركة بالسلاح الأبيض. ولكن الكلفة كانت باهظة للغاية: فقد فقدت إحدى وحدات الفيلق 76 ضابطًا وجنديًا من أصل 90، رغم عدم وجود إجماع على عدد الضحايا. وسقطت الوحدة خلال الهجوم الأول باستثناء نقيب وعريف. وفي الوقت نفسه دخل رجال أسينسيو المدينة من خلال اختراق في أسوار المدينة؛ فاعتبر لاحقا أن الهجوم على بوابة ترينيداد أصبح عديم الفائدة. على الرغم من شجاعة الميليشيات الحكومية، إلا أنها عانت من نقص شديد في التدريب والعتاد، ولم تكن قادرة على مواجهة جنود الفيلق الإسباني المنضبط وقوات الصدمة من النظاميين المغربية المخيفة. فبدأ نزيف هروب الجمهوريين من الذين رفضوا حفر الخنادق. ونتيجة لذلك توغل القوميون في المدافعين وطوقوهم، مما أجبرهم على التراجع الدائم من خلال الخوف من الحصار.
ضمت قوات ريكيلمي 2000 أناركي رفضوا تنفيذ أوامره وشنوا هجمات غير مجدية على طول تلال سان فيسينتي. وفي 17 أغسطس تقدم الرائد هيلي تيلا إلى ترجالة ثم عبر نهر تاجة ناحية الماراز. فسقطت غوادالوبي أمام الرائد أنطونيو كاستيخون في 21 أغسطس.
وفقًا لرواية الأمل في مدلين، تعرض قسم من طابور الكولونيل كارلوس أسينسيو لهجوم وحشي من قبل الطائرات الجمهورية بقيادة أندريه مالرو، ولكن المقاومة كانت ضعيفة بالعموم. بحلول 27 أغسطس تركزت الطوابير الثلاثة في نافالمورال، حيث بدأ القوميون بشن أول غارات جوية للحرب على مدريد.

## ملاحظة
1. ↑  في اللحظات الأولى من الحرب، لم يكن لدى قوات المتمردين علم خاص بهم. ولكن في 29 أغسطس 1936، صدر مرسوم عن مجلس الدفاع الوطني (الهيئة التي كانت تحتفظ بمقر الدولة في المنطقة المتمردة) العلم ثنائي الألوان الأحمر الأصفر.
2. ↑  وتتحدث مصادر أخرى عن 20 قتيلا و 22 جريحا وفقدان 2.[8]